# ADULT.
ADULT. ist eine aus Nicola Kuperus und Adam Lee Miller bestehende Band aus Detroit, Michigan, USA, die sich auf Electroclash spezialisiert hat. Ihr größter kommerzieller Erfolg war die Single Hand to Phone. Die Website laut.de bezeichnet den Musikstil als „Retro-Elektro [...] mit einer Brise New Wave“.

## Geschichte
Nachdem das Projekt zunächst als kurzfristige Zusammenarbeit geplant war, wurde die Gruppe unter dem Namen PLASMA Co. 1997 in Detroit gegründet. Da die Kollaboration erfolgreicher war als angenommen, beschloss Miller sein Soloprojekt Artificial Material nicht fortzuführen, sondern sich auf ADULT. zu konzentrieren. Ihre erste gemeinsame Single Modern Romantics wurde 1998 als 12-Zoll-Schallplatte bei dem heute nicht mehr existierenden deutschen Label Electrecord veröffentlicht.
Die zweite Single Dispassionate Furniture wurde unter dem zwischenzeitlich auf ADULT. geänderten Bandnamen bei Ersatz Audio veröffentlicht. Das Label wurde 1995 von den Bandmitgliedern selbst gegründet.
Das niederländische Label Clone Records wurde 2000 auf die Band aufmerksam und veröffentlichte unter anderem die Single Hand to Phone. Im darauffolgenden Jahr folgte das erste Album Resuscitation, eine Sammlung der ersten vier Singles. Das zweite Album Anxiety Always erschien 2003, gefolgt von einer ausschweifenden Tour durch die USA und Europa. Das Label Thrill Jockey übernahm 2005 die Veröffentlichung ihres dritten Albums Gimmie Trouble. Bis ins Jahr 2006 tourte die Band um die ganze Welt mit insgesamt 81 Live-Auftritten. Ebenfalls bei Thrill Jockey erschien ihr viertes Album Why Bother?.

## Diskografie

### Alben
- 2001: Resuscitation (Ersatz Audio)
- 2003: Anxiety Always (Ersatz Audio)
- 2005: Gimmie Trouble (Thrill Jockey)
- 2007: Why Bother? (Thrill Jockey)
- 2013: The Way Things Fall (Ghostly International)
- 2017: Detroit House Guests (Mute)
- 2018: This Behavior (Dais Records)
- 2020: Perception Is / As / Of Deception (Dais Records)
- 2021: Becoming Undone (Dais Records)

### Singles und EPs
- 1998: Dispassionate Furniture (Ersatz Audio)
- 1999: Entertainment (Ersatz Audio)
- 2000: New Phonies (Clone Records)
- 2000: Nausea (Ersatz Audio)
- 2001: Hand to Phone (Clone Records)
- 2002: Misinterpreted (Ersatz Audio)
- 2002: Limited Edition (Ersatz Audio)
- 2003: scissorsUntitled (Clone Records)
- 2003: The Controlled Edition (Ersatz Audio)
- 2004: Split T & E (Ersatz Audio)
- 2004: split/split/split (Ersatz Audio)
- 2005: D.U.M.E. (Thrill Jockey)
- 2007: Why Bother? (Thrill Jockey)
- 2008: Decampment: Part 1 (Ersatz Audio)
- 2008: Decampment: Part 2 (Ersatz Audio)
- 2008: Decampment: Part 3 (Ersatz Audio)
- 2008: Let's Feel Bad Together (Ersatz Audio)
- 2012: Cover(s) (Ghostly International)
- 2013: Tonight, We Fall (Ghostly International)
- 2013: Work / Wreck (Ersatz Audio)
- 2019: Subsurface / Coming Apart (Dais Records)
- 2020: Why Always Why (Dais Records)
- 2020: Have I Started at the End (Dais Records)